# Johann Jakob Abegg
Johann Jakob Abegg (* 23. Juli 1834 in Küsnacht; † 17. Februar 1912 ebenda, heimatberechtigt in Küsnacht) war ein Schweizer Politiker und Unternehmer.

## Biografie
Johann Jakob Abegg, Angehöriger der Reformierten Kirche, wurde am 23. Juli 1834 als Sohn des Bäckermeisters, Gemeindeammanns und Zunftrichters Hans Jakob Abegg, der sich in den Jahren 1850 bis 1853 als Seidenfabrikant versuchte, in Küsnacht geboren. Abegg besuchte zunächst die Industrieschule in Zürich, wechselte danach an die Seidenwebschule nach Lyon, wo er gleichzeitig in einem Seidengeschäft eine Ausbildung erhielt. Von  1859 bis 1884 war er Teilhaber der Küsnachter Seidenfabrikationsfirma Kägi, Fierz & Cie., von 1885 bis 1889 der Nachfolgefirma Abegg & Maeder. Im Jahr 1881 fungierte Abegg als Mitbegründer der Seidenwebschule Zürich, deren Aufsichtskommission er über dreissig Jahre als Mitglied und Präsident angehörte.
Johann Jakob Abegg, der unverheiratet blieb, verstarb am 17. Februar 1912 in Küsnacht. Er war der Cousin von Carl Abegg.

## Politische Laufbahn
Johann Jakob Abegg startete seine politische Karriere in Küsnacht, wo er wie seine Vorfahren mit kommunalen Ämtern betraut wurde, beispielsweise im Gemeinderat, wo er für die Schulpflege zuständig war. Abegg, der sich auch auf kantonaler- und Bundesebene für lokale Anliegen einsetzte, genoss wegen seiner "integren und bescheidenen" Art eine grosse Popularität in der Zürichseegegend. Er leitete die Sparkasse, die Wasserversorgung und den Lehrerverein seiner Heimatgemeinde und setzte sich massgeblich für den Bau der Rechtsufrigen Zürichseebahn 1894 ein. Im Jahre 1868 wurde Abegg als Liberaler in den demokratisch geprägten Zürcher Verfassungsrat gewählt. Von 1869 bis 1911 sass er im Kantonsrat, den er 1899 präsidierte. Als Erziehungsrat von 1890 bis 1908 befasste er sich hauptsächlich mit finanziellen Aspekten und dem Aufbau des Lehrmittelverlages. Bei den Parlamentswahlen 1887 gelang ihm, als Nachfolger des verstorbenen Jakob Brennwald, der Einzug in den Nationalrat, dem er bis zu seinem Tod angehörte. Nach 1889 widmete er sich ausschliesslich der Politik. Als Mitglied der Geschäftsprüfungs-, Alkohol-, Zolltarif- und Eisenbahnkommission setzte er sich vor allem mit volkswirtschaftlichen und finanzpolitischen Fragen auseinander. Als Wirtschaftsliberaler mit demokratischem Einschlag gehörte er zum Zentrum der liberalen Fraktion und übte eine vermittelnde Funktion aus.
In der Schweizer Armee diente er im Rang eines Infanterie-Majors.